# 67e Grammy Awards
De 67e jaarlijkse Grammy Awards-ceremonie werd gehouden op 2 februari 2025. De ceremonie, die voor de 22e keer werd gehouden in de Crypto.com Arena in Los Angeles werd op tv en online uitgezonden door CBS en Paramount+. De presentator was Trevor Noah.

## Genomineerden en winnaars
De genomineerden werden op 8 november bekendgemaakt door onder meer Robert Gordon, Kylie Minogue, Victoria Monét en Mark Ronson in een livestream op het officiële Grammy YouTubekanaal. De laatste stemronde vond plaats van 12 december 2024 tot en met 3 januari 2025. De winnaars werden bekend gemaakt tijdens de premièreceremonie en -uitzending op 2 februari.
Met 11 nominaties was Beyoncé, net zoals in 2020 en 2022, de artiest met de meeste nominaties. Hiermee behaalde ze een nieuw record en werd ze de meest genomineerde artiest aller tijden. Andere artiesten die deze ceremonie vaak genomineerd waren, zijn Post Malone en Charli XCX met elk acht nominaties, en Billie Eilish en Kendrick Lamar met elk zeven nominaties.
Uiteindelijk werd Kendrick Lamar met 5 awards de grote winnaar van de avond. Hij won zowel de award voor Record of the Year als Song of the Year voor "Not Like Us". Beyoncé bracht haar totaal op 35 Grammy's, onder andere met de prijs Album of the Year voor haar album Cowboy Carter. Het was de eerste keer na 4 keer genomineerd te zijn, dat ze die prijs won.

## Nederlandse genomineerde
Eén Nederlander maakte kans op een Grammy. Technicus/mixer Paul Pouwer was genomineerd in de categorie Album of the Year voor het album Djesse Vol. 4 van Jacob Collier. Technici, producers en mixers komen in aanmerking voor een nominatie (en eventueel een Grammy) wanneer ze aan minimaal 20% van het materiaal op een album hebben gewerkt. Pouwer won niet; de Grammy in deze categorie ging naar Cowboy Carter van Beyoncé.

## Winnaars
Dit zijn de winnaars per categorie. In sommige categorieën worden niet alleen prijzen aan de uitvoerende artiest(en) gegeven, maar ook aan anderen zoals producers, arrangeurs of technici. Hun namen staan ook vermeld. In gevallen waarin niet de uitvoerende artiest, maar bijvoorbeeld de producer, componist, arrangeur of solist werd bekroond met een Grammy, worden de namen van de uitvoerenden tussen haakjes weergegeven.

### Algemeen
Record of the Year
- "Not like us" - Kendrick Lamar

(Sean Momberger. Dijon Isaiah McFarlane, Mark Anthony Spears (producers); Ray Charles Brown jr.& Jonathan Turner (technici/mixers); Nicolas de Porcel (mastering technicus)

#### Album of the Year
- Cowboy Carter – Beyoncé

(Beyoncé, Terius "The-Dream" Gesteelde-Diamant & Dave Hamelin, producers; Matheus Braz, Brandon Harding, Hotae Alexander Jang, Dani Pampuri & Stuart White, (technici/mixers); Ryan Beatty, Beyoncé, Camaron Ochs, Terius "The-Dream" Gesteelde-Diamant, Dave Hamelin, Jay Z & Raphael Saadiq (componisten);; Colin Leonard, mastering technicus)

#### Song of the Year
- Kendrick Lamar (componist) voor "Not like us", uitgevoerd door Kendrick Lamar

#### Best New Artist
- Chappell Roan

Producer of the Year, Non-Classical
- Daniel Nigro

Songwriter of the Year, Non-Classical
- Amy Allen

### Pop & Dance/Electronic
Best Pop Solo Performance
- "Espresso" - Sabrina Carpenter

Best Pop Duo/Group Performance
- "Die with a Smile" - Lady Gaga & Bruno Mars

Best Pop Vocal Album
- Short 'n Sweet - Sabrina Carpenter

Best Dance/Electronic Recording
- "Neverender" - Justice & Tame Impala (uitvoerenden); Gaspard Augé & Xavier De Rosnay [Justice] (producers); Gaspard Augé, Xavier De Rosnay, Damien Quitard & Vincent Taurelle (mixers)

Best Dance Pop Recording
- "Von dutch" - Charli xcx (uitvoerende); Finn Keane (producer); Tom Norris (mixer)

Best Dance/Electronic Album
- Brat - Charli xcx

Best Remixed Recoding
- "Espresso (Mark Ronson x FnZ Working Late Remix)" - FnZ & Mark Ronson (remixers) (uitvoerende: Sabrina Carpenter)

### Rock & Alternative Music
Best Rock Performance
- "Now and Then" - The Beatles

Best Metal Performance
- "Mea Culpa (Ah! ça ira!)" - Gojira, Marina Viotti & Victor Le Masne

Best Rock Song
- Annie Clark [St. Vincent] (componist) voor "Broken Man", (uitvoerende: St. Vincent)

Best Rock Album
- Hackney Diamonds - The Rolling Stones

Best Altnernative Music Performance
- "Flea" - St. Vincent

Best Alternative Music Album
- All Born Screaming - St. Vincent

### R&B, Rap & Spoken Word Poetry
Best R&B Performance
- "Made For Me (Live at BET)" - Muni Long

Best Traditional R&B Performance
- "That's You" - Lucky Daye

Best R&B Song
- Rob Bisel, Cian Ducrot, Carter Lang, Solána Rowe, Jared Solomon & Scott Zhang (componisten) voor "Saturn" (uitvoerende: SZA)

Best Progressive R&B Album
- So Glad to Know You - Avery'Sunshine

Best R&B Album
- 11:11 (Deluxe) - Chris Brown

Best Rap Performance
- "Not Like Us" - Kendrick Lamar

Best Melodic Rap Performance
- "3" - Rapsody ft. Eyrkah Badu

Best Rap Song
- Kendrick Lamer (componist) voor "Not Like Us", (uitvoerende: Kendrick Lamar)

Best Rap Album
- Alligator Bites Never Heal - Doechii

Best Spoken Word Poetry Album
- The Heart, The Mind, The Soul - Tank & the Bangas

### Jazz, Traditional Pop, Contemporary Instrumental & Musical Theater
Best Jazz Performance
- "Twinkle Twinkle Little Me" - Samara Joy ft. Sullivan Fortner

Best Jazz Vocal Album
- A Joyful Holiday - Samara Joy

Best Jazz Instrumental Album
- Remembrance - Béla Fleck & Chick Corea

Best Large Jazz Ensemble Album (big bands)
- Bianca Reimagined: Music for Paws and Persistance - The Dan Pugach Big Band

Best Latin Jazz Album
- Cubop Lives! - Zaccai Curtis, Luques Curtis, Willie Martinez, Camilo Molina & Reinaldo de Jesus

Best Alternative Jazz Album
- No More Water: The Gospel of James Baldwin - Meshell Ndegeocello

Best Traditional Pop Vocal Album
- Visions - Norah Jones

Best Contemporary Instrumental Album
- Plot Armor - Taylor Eigsti

Best Musical Theater Album (musicals)
- Hell's Kitchen - Shoshana Bean, Brandon Victor Dixon, Kecia Lewis & Maleah Joi Moon (solisten); Adam Blackstone, Alicia Keys & Tom Kitt (show producers)

### Country & American Roots Music
Best Country Solo Performance
- "It Takes a Woman" - Chris Stapleton

Best Country Duo/Group Performance
- "II Most Wanted" - Beyoncé ft. Miley Cyrus

Best Country Song
- Shane McAnally, Kacey Musgraves & Josh Osborne (componisten) voor "The Architect" (uitvoerende: Kacey Musgraves

Best Country Album
- Cowboy Carter - Beyoncé

Best American Roots Performance (American Roots: typisch Amerikaanse stijlen als bluegrass, folk, blues e.d.)
- "Lighthouse" - Sierra Ferrell

Best Americana Performance
- "American Dreaming" - Sierra Ferrell

Best American Roots Song
- Sierra Ferrell & Melody Walker (componisten) voor "American Dreaming" (uitvoerende: Sierra Ferrell)

Best Americana Album
- Trail of Flowers - Sierra Ferrell

Best Bluegrass Album
- Live Vol. 1 - Billy Strings

Best Traditional Blues Album
- Swingin' Live at the Church in Tulsa - The Taj Mahal Sextet

Best Contemporary Blues Album
- Mileage - Ruthie Foster

Best Folk Album
- Woodland - Gillian Welch & David Rawlings

Best Regional Roots Music Album
- Kuini - Kalani Pe'a

### Gospel & Contemporary Christian Music
Best Gospel Performance/Song
- "One Hallelujah" - Tasha Cobbs Leonard, Erica Campbell & Israel Houghton ft. Jonathan McReynolds & Jekalyn Carr (uitvoerenden); G. Morris Coleman, Israel Houghton, Kenneth Leonard  Jr., Tasha Cobbs Leonard & Naomi Raine (componisten)

Best Contemporary Christian Music Performance/Song
- "That's My King" - CeCe Winans (uitvoerende); Taylor Agan, Kellie Gamble, Llyod Nicks & Jess Russ, componisten

Best Gospel Album
- More Than This - CeCe Winans

Best Contemporary Christian Music Album
- Heart of a Human - DOE

Best Roots Gospel Album
- Church - Cory Henry

### Latin, Global Music, Reggae & New Age
Best Latin Pop Album
- Las Mujeres Ya No Lloran - Shakira

Best Música Urbana Album
- Las Letras Ya No Importan - Residente

Best Latin Rock or Alternative Album
- ¿Quién trae las cornetas? - Rawayana

Best Música Mexicana Album (including Tejano)
- Boca Chueca Vol. 1 - Carín León

Best Tropical Latin Album
- Alma, Corazón y Salsa (Live at Gran Teatro Nacional) - Tony Succar & Mimmy Succar

Best Global Musc Performance
- "Bemba Colorá" - Sheila E. ft. Gloria Estefan & Mimmy Succar

Best African Music Performance
- "Love Me JeJe" - Tems

Best Global Music Album
- Alkebulan II - Matt B ft. Royal Philharmonic Orchestra

Best Reggae Album
- Bob Marley: One Love - Music Inspired By The Film (Deluxe) - Diverse uitvoerenden

Best New Age, Ambient or Chant Album
- Triveni - Wouter Kellerman, Eru Matsumoto & Chandrika Tandon

### Kinderrepertoire, Comedy, Audio Books, Visual Media & Music Video/Film
Best Children's Music Album
- Brillo, Brillo! - Lucky Diaz & the Family Jam Band

Best Comedy Album
- The Dreamer - Dave Chappelle

Best Audio Book, Narration and Storytelling Recording
- "Last Sundays in Plains: A Centennial Celebration" - Jimmy Carter

Best Compilation Soundtrack for Visual Media
- "Maestro: Music by Leonard Bernstein" - Bradley Cooper & Yannick Nézet-Séguin (uitvoerenden); Bradley Cooper, Yannick Nézet-Séguin & Jason Ruder, (albumproducers); Steven Gizicki (muzieksamenstelling)

Best Score Soundtrack for Visual Media
- "Dune: Part Two" - Hans Zimmer

Best Score Soundtrack for Video Games and other Interactive Media
- "Wizardry: Proving Grounds of the Mad Overlord" - Winnifred Phillips

Best Song Written For Visual Media
- Jon Batiste & Dan Wilson (componisten) voor "It Never Went Away" (uitvoerende: Jon Batiste)

Best Music Video
- "Not Like Us" - Kendrick Lamar (uitvoerende); Dave Free & Kendrick Lamar (video regisseurs); Jack Begert, Cornell Brown, Sam Canter, Jared Heinke, Jamie Rabineau & Anthony Saleh (video producers)

Best Music Film
- "American Symphony" - Jon Batiste (uitvoerende); Matthew Heineman (video regisseur); Lauren Domino, Matthew Heineman & Joedan Okun (video producers)

### Hoezen (ontwerp/teksten) & Historische opnamen
Best Recording Package
- Brent David Freaney, Imogene Strauss & Charlie xcx (ontwerpers) voor "Brat", uitvoerende: Charlie xcx

Best Boxed or Limited Edition Package
- "Mind Games" - Sean Ono Lennon & Simon Hilton (ontwerpers), uitvoerende: John Lennon

Best Album Notes
- "Centennial" - Ricky Riccardi (schrijver), uitvoerende: King Oliver's Creole Jazz Band

Best Historical Album
- "Centennial" - Meagan Hennessey & Richard Martin (producers); Richard Martin (mastering technicus) (uitvoerende: King Oliver's Creole Jazz Band)

### Production, Engineering, Composition & Arrangement
Best Engineered Album, Non-Classical
- "i/o" - Tchad Blake, Oli Jacobs, Katie May, Dom Shaw & Mark “Spike” Stent (technici); Matt Colton (mastering technicus) (uitvoerende: Peter Gabriel)

Best Engineered Album, Classical
- "Bruckner: Symphony No. 7; Bates: Resurrexit" - Mark Donahue & John Newton (technici); Mark Donahue (mastering technicus) (uitvoerende: Pittsburgh Symphony Orchestra o.l.v. Manfred Honeck)

Producer of the Year, Classical
- Elaine Martone

Best Immersive Audio Album
- "i/o (In-Side Mix)" - Hans-Martin Buff (immersive mix technicus); Peter Gabriel (immersive producer (uitvoerende: Peter Gabriel)

Best Instrumental Composition
- Pascal Le Boeuf (componist) voor "Strands", uitvoerenden: Pascal Le Boeuf, Christian Euman & The Akropolis Reed Quintet

Best Arrangement, Instrumental or A Cappella
- Jacob Collier, Tori Kelly & John Legend (arrangeurs) voor "Bridge over Troubled Water", uitvoerende: Jacob Collier ft. John Legend & Tori Kelly

Best Arrangement, Instruments and Vocals
- Erin Bentlage, Sara Gazarek, Johnaye Kendrick & Amanda Taylor (arrangeurs) voor "Alma", uitvoerende: säje ft. Regina Carter

### Klassieke muziek
Best Orchestral Performance
- "Ortiz: Revolución Diamantina" - Los Angeles Philharmonic o.l.v. Gustavo Dudamel

Best Opera Recording
- "Saariaho: Adriana Mater" - Esa-Pekka Salonen (dirigent); Fleur Barron, Axelle Fanyo, Nicholas Phan & Christopher Purves (solisten); Jason O'Connell (album producer) (uitvoerenden: San Francisco Symphony; San Francisco Symphony Chorus; Timo Kurkikangas [sound design])

Best Choral Performance
- "Ochre" - The Crossing o.l.v. Donald Nally.

Best Chamber Music/Small Ensemble Performance
- "Rectangles and Circumstance" - Caroline Shaw & Sö Percussion

Best Classical Instrumental Solo
- "Bach: Goldberg Variations" - Vikingur Ólafsson

Best Classical Solo Vocal Album
- "Beyond the Years: Unpublished Songs of Florence Price" - Karen Slack (soliste); Michelle Cann (pianiste)

Best Classical Compendium
- "Ortiz: Revolución Diamantina" - Gustavo Dudamel (dirigent); Dmitriy Lipay (producer)

Best Contemporary Classical Composition
- "Ortiz: Revolución Diamantina" - Gabriela Ortiz (componiste); (uitvoerenden: Los Angeles Philharmonic & Los Angeles Master Chorale o.l.v. Gustavo Dudamel)

## Trivia
- Met haar drie awards in 2025 bracht Beyoncé haar totaal op 35 Grammy's, waarmee ze haar record van meeste Grammy's verbeterde. Zij wordt gevolgd door dirigent Georg Solti (31 awards), Quincy Jones (28 awards), Chick Corea (28 awards), Alison Krauss (27), John Williams (26), Pierre Boulez (26) en David Frost, Stevie Wonder, Jay Z en Vladimir Horowitz (allen 25 Grammy's). Van dit rijtje wonnen alleen Beyoncé, Jay Z en Chick Corea dit jaar minimaal één Grammy.
- Na de 2025 Grammy Awards uitreiking had Beyoncé 99 nominaties ontvangen, waarmee ze het record voor de meeste nominaties in de geschiedenis van de Grammy Awards vestigde en haar eerdere gedeelde record met Jay-Z verbrak.[2]
- The Beatles wonnen hun 8e Grammy, hun eerste sinds 1997. The Rolling Stones wonnen hun vierde Grammy, hun eerste sinds 2018 (zijn wonnen hun eerste Grammy pas in 1995).
- Chick Corea en Jimmy Carter wonnen hun Grammy posthuum. Corea overleed in 2021, Carter in 2024. Voor Chick Corea was dit al zijn vijfde posthume Grammy.
- Mastering technicus Chris Gehringer ontving zijn 21e nominatie, dit keer voor het album Cyan Blue van Charlotte Day Wilson in de categorie Best Engineered Album, Non-Classical. Chris won ook dit keer niet. Hij is daarmee de meest genomineerde in de geschiedenis zónder winst.
- Post Malone was 8 keer genomineerd maar ontving geen enkele Grammy. Zijn totaal aan nominaties kwam daarmee op 18 maar ook hij moet nog altijd op zijn eerste award wachten.
- Technicus Morten Lindberg ontving dit jaar zijn 35e nominatie sinds 2007. Daarvan heeft hij er slechts één verzilverd, in 2020.

## Meeste awards en nominaties
 Producers, songwriters
| Aantal Grammy's | Artiest           |
| --------------- | ----------------- |
| 5               | Kendrick Lamar    |
| 4               | Sierra Ferrell    |
| 3               | Beyoncé           |
| 3               | Charli XCX        |
| 3               | St. Vincent       |
| 2               | Gustavo Dudamel   |
| 2               | Sabrina Carpenter |
| 2               | Samara Joy        |
| 2               | Mimy Sucar        |
| 2               | CeCe Winans       |
| 2               | Jon Batiste       |

| Aantal nominaties | Artiest                            |
| ----------------- | ---------------------------------- |
| 11                | Beyoncé                            |
| 8                 | Charli XCX                         |
| 8                 | Post Malone                        |
| 7                 | Kendrick Lamar                     |
| 7                 | Billie Eilish                      |
| 6                 | Chappell Roan                      |
| 6                 | Sabrina Carpenter                  |
| 6                 | Shaboozey                          |
| 6                 | Taylor Swift                       |
| 5                 | Béla Fleck                         |
| 5                 | Dmitriy Lipay                      |
| 5                 | Los Angeles Philharmonic Orchestra |
| 5                 | Serban Ghenea                      |
| 5                 | Dan Nigro                          |

## Bijzonder incident
Bianca Censori, de vrouw van Kanye West (Ye), toonde zich, begeleid door hem, praktisch naakt op de rode loper (met alleen een zeer doorzichtig jurkje). Ze had al eerder laten blijken niet preuts te zijn en soms de grenzen op te zoeken. Ye doet daar ook weleens aan mee.